# Alan Warren
Pour les articles homonymes, voir Warren.
Alan Kemp Warren, né le 13 décembre 1935, est un skipper britannique.

## Carrière
Il remporte aux Jeux olympiques de 1972 la médaille d'argent en classe Tempest avec David Hunt. Il termine quatorzième des Jeux olympiques de 1976, toujours en Tempest.